# The Outlaws (groupe américain)
Pour les articles homonymes, voir Outlaws.

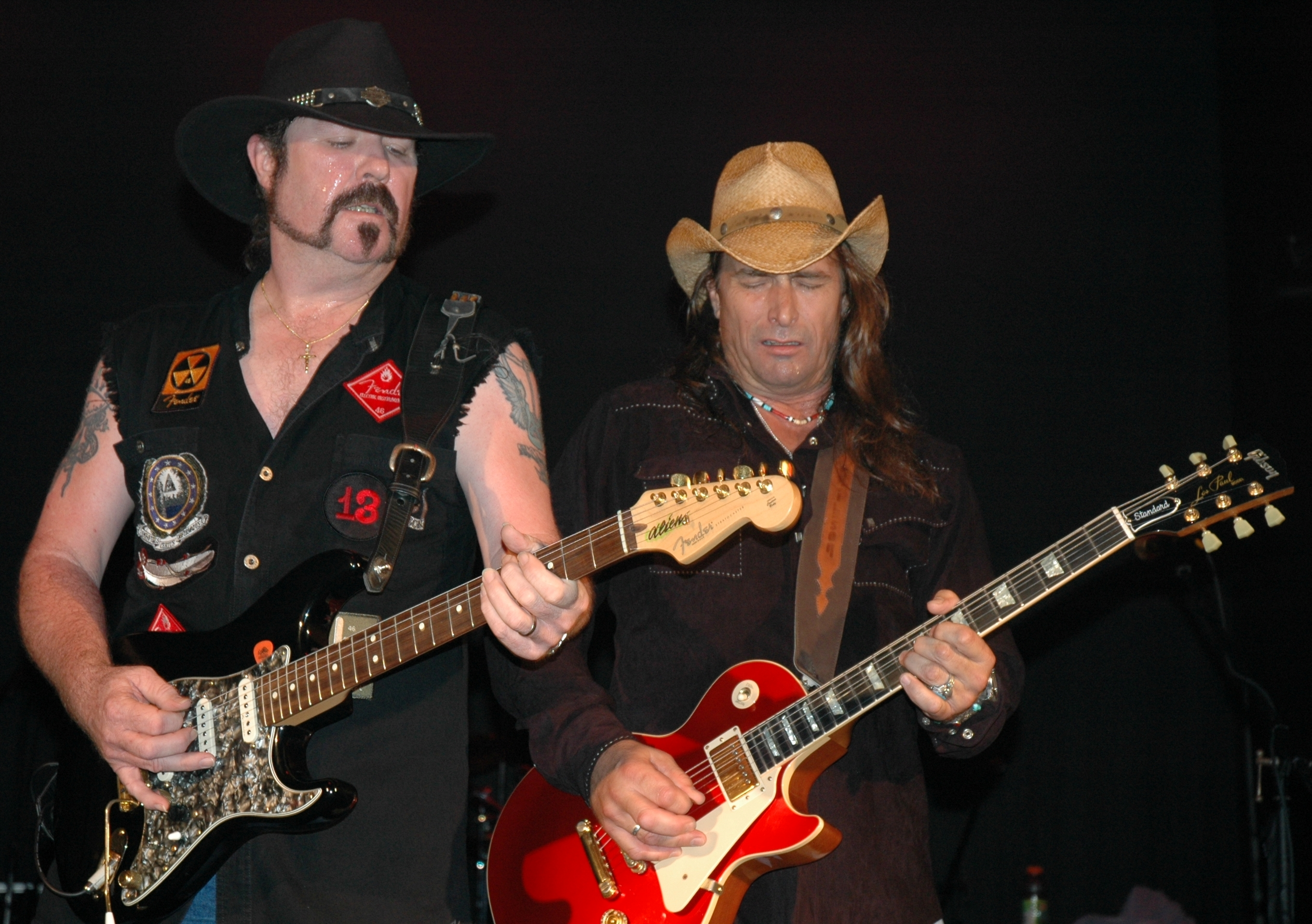
The Outlaws

The Outlaws est un groupe américain de rock fondé en 1972, à Tampa, Floride. Appelés aussi la "guitar army", ses membres sont à la base de ce qui allait devenir le rock sudiste, mélange de country rock et de blues rock, fondé par Hughie Thomasson.
On ne doit pas confondre ce groupe avec son homonyme britannique, fondé en 1961, et qui comprenait à l'origine, entre autres, Ritchie Blackmore, bien avant la création de Deep Purple.

## Composition du groupe

### Membres actuels
- Henry Paul - chant & guitare
- Monte Yoho - batterie
- Steve Grisham - guitare & chant
- Dale Oliver - guitare & chant
- Randy Threat - basse & chant
- Dave Robbins - claviers & chant
- Jaran Sorenson - drums & percussion

### Membres fondateurs
- Hughie Thomasson - guitare solo & chant (†)
- Henry Paul - guitare rythmique & chant
- Billy Jones - guitare solo & chant (†)
- Franck O'Keefe - basse (†)
- Monte Yoho - batterie.

### Anciens membres
- Chris Anderson - guitare & chant
- Barry Borden - batterie
- Timothy Cabe - guitare & chant
- John Coleman - claviers
- Billy Crain - guitare
- Rick Cua - basse & chant
- Harvey Dalton Arnold - basse & chant
- David Dix - batterie
- Ean Evans - basse
- Chuck Glass - basse
- Chris Hicks - guitare & chant
- Jeff Howell - basse & chant
- Herb Pino - guitare,
- Freddie Salem (†)- guitare & chant

## Histoire du groupe
The Outlaws se sont formés dans la ville ouvrière de Tampa en Floride Le groupe devient rapidement un des favoris des clubs de la ville. Avec l'aide de Charlie Brusco, leur manager, ils partent sur la route pour écumer les clubs de Tampa à Nashville, Tennessee. Suivant les traces de groupes tels que The Allman Brothers Band ou The Eagles, ils développent leur propre son country rock basé sur un puissant jeu de guitare.
Alan Walden, le manager de Lynyrd Skynyrd, sur l'insistance de Ronnie Van Zant, vient aider Charlie Brusco à promouvoir le jeune groupe. C'est le premier groupe à être signé par Clive Davies pour son label Arista Records. Celui-ci les avait vus faire la première partie de Lynyrd Skynyrd lors d'un concert à Columbia, Géorgie en 1974. Ronnie Van Zant lui fait remarquer après le concert que, « s'[il] ne les signe pas, [il] est le plus grand idiot du monde musical ».
Leur premier album, The Outlaws, se classe N°13 au Billboard top 100 américain et est certifié disque d'or en 1977.
Après des décennies de succès aux États-Unis, les pertes successives de Billy Jones, de Frank O'Keefe et plus récemment de Hughie Thomasson, venu reformer son groupe après neuf ans chez Lynyrd Skynyrd, auraient pu anéantir ce groupe qui continue cependant. La nouvelle formation, est basée sur Henry Paul (guitare, chant), de retour une nouvelle fois, et Monte Yoho (batterie), qui sont toujours présents et ont été rejoints par Chris Anderson, qui apporte avec lui son bagage d'auteur-compositeur et forme avec Billy Crain, troisième guitariste, la section mélodique du groupe. Viennent ensuite Randy Threat à la basse, et, nouveauté pour The Outlaws, Jon Coleman aux claviers. À la mort de H. Thomasson, un nouvel album était prêt et enregistré. On ne sait pas s'il sortira, les maisons de disques n'aimant pas les risques, et Henry Paul n'étant pas enclin à laisser la vedette au défunt.

## Discographie
- The Outlaws - 1975 - Arista
- Lady in Waiting - 1976 - Arista
- Hurry Sundown - 1977 - Arista
- Bring it Back Alive - 1978 (live) - Arista
- Playin' to Win - 1978 - Arista
- In the Eye of the Storm - 1979 - Arista
- Ghost Riders (en) - 1980 - Arista
- Los Hombres Malo - 1982 - Arista
- Soldiers of Fortune - 1986 - Pasha Records
- Hittin the Road - Live - 1993 - Blues Bureau International
- Diablo Canyon - 1994 - Blues Bureau International
- Demo - 2010 - CD édition limitée présentant des démos de ce qui allait devenir l'album It's About Pride
- It's About Pride - 2012 - Mirror Lake Records
- Anthology (Live & Rare) 1973-1981 - 2012 - Purple Pyramid (coffret 4CD)
- Los Angeles 1976 - 2015 - Purple Pyramid (album live)
- Legacy Live - 2016 - Steamhammer/SPV
- Dixie Highway - 2020 - Steamhammer/SPV

COMPILATIONS : 
- Greatests Hits - 1982 - Arista
- Best of the Outlaws, Green Grass and High Tides Forever - 1996 - BMG/Arista
- There Goes Another Love Song - 1999 - BMG Special Products
- The Heritage Collection - 2000 - Arista